# Joaquim Llansó i Figa
Joaquim Llansó i Figa (Navata, 1886 – Barcelona, 1968) fou un enginyer català.

## Biografia
Fill del metge del poble, el 1904 marxà a Madrid a estudiar enginyeria. Des del 1911 treballà com a enginyer de camins i ports al servei de la Diputació de Barcelona i de la Mancomunitat de Catalunya. El 1922 també fou enginyer en cap de la Companyia dels Camins de Ferro del Nord d'Espanya a Barcelona. Pel 1930 es traslladà a Madrid i fou nomenat director de la companyia.
Fou nomenat tinent d'alcalde de l'ajuntament de Barcelona en 1924. Durant el seu mandat fou membre del Consorci de la Zona Franca i tinent d'alcalde. Impulsà l'estació subterrània de la plaça de Catalunya i el soterrament del ferrocarril del carrer de Balmes, les obres per a l'Exposició Internacional de 1929, la urbanització de la muntanya de Montjuïc, i l'agost de 1929 va posar el primer semàfor a Espanya a la cruïlla entre Balmes i Provença o Còrsega.
Quan esclatà la guerra civil espanyola va marxar cap a França, i no va tornar fins que no va acabar la guerra. El 1942 fou nomenat enginyer director de la Companyia Hidrogràfica del Pirineu Oriental i més tard cap de la Divisió Inspectora de Ferrocarrils fins que es va jubilar.